# 哈氏鯪脂鯉
哈氏鯪脂鯉（学名：Prochilodus hartii）為輻鰭魚綱脂鯉目脂鯉亞目鯪脂鯉科的其中一個種，分布於南美洲巴西Pardo 與Jequitinhonha河流域，體長可達34公分，棲息在河川底中層水域，生活習性不明。